# Ołeksandr Razumkow
Ołeksandr Razumkow (ur. 17 kwietnia 1959 w Berdyczowie, zm. 29 października 1999 w Kijowie) – radziecki i ukraiński polityk.
W 1982 ukończył studia na Uniwersytecie Kijowskim i rozpoczął pracę w dniepropietrowskim komitecie obwodowym KPZR i Komitecie Centralnym Leninowskiego Komunistycznego Związku Młodzieży Ukrainy (ЛКСМУ). Później zarządzał sekretariatem komitetu Najwyższej Rady Ukrainy do spraw młodzieży, był doradcą prezydenta Leonida Kuczmy i szefem zespołu prezydenckich ekspertów. W 1997 kierował ukraińską delegacją, zajmującą się uregulowaniem stosunków rosyjsko-ukraińskich.
Przewodniczył Ukraińskiemu Centrum Badań Ekonomicznych i Politycznych, nazwanemu jego imieniem w październiku 2000.